# مختبر المعارك
مختبر المعارك هو إحدى الإمكانات التي تتوفر من خلال مجموعة من الوسائل (المنشآت أو الفرق أو المعدات التشغيلية أو المنصات التشغيلية أو المعدات أو البرامج أو البنية التحتية لتقنية المعلومات أو العمليات أو الإرشادات) بهدف تحليل أو تقييم التأثيرات التي يمكن إحداثها بإدخال تغييرات على المجال العسكري. ويمكن أن تكون التغييرات من أي نوع: المعدات أو التقنيات أو التنظيم أو العقيدة أو تغييرات في البيئة نفسها... ومثل أي نوع آخر من المختبرات، فإن التحليل الذي يجرى في المختبر يعتمد على «التجارب». وتمثل القدرة على محاكاة جزء من العالم الواقعي (والمعارك بالأخص) ومحاكاة الأنظمة أو المعدات، متطلبات أولية معظم الوقت لتنفيذ هذه التجارب، كما أنه من المعروف أن النمذجة والمحاكاة أحد المبادئ الأساسية لتشغيل مختبر المعارك.
إن التعريف المقدم في مستند نموذج تشغيل مختبرات المعارك الشبكية الموزعة (DNBL) هو التالي - «مختبر المعارك هو مجموعة من إمكانيات الاختبار التي تجتمع مع المستخدمين النهائيين التشغيليين بهدف تدريب المشغل و/أو تطوير / تحسين المفاهيم والإجراءات التشغيلية».

## الأصول
ظهر مفهوم مختبر المعارك في الجيش الأمريكي في أوائل التسعينيات. وقدمه لأول مرة قائد قيادة التدريب والعقيدة العسكرية في الجيش الأمريكي الجنرال فريدريك إم فرانكس جونيور باعتباره وسيلة إلى «إجراء تحليل سريع وشامل لكل من الأفكار والوسائل القتالية في الحروب، والذي يطبق باستخدام التقنيات الصاعدة».

## الطريقة
يتكون التحليل في الأساس من وضع الفرضيات، ثم إجراء التجارب بناءً على النمذجة والمحاكاة، والتي ربما تتضمن مستخدمين نهائيين تشغيليين. وتستخدم مختبرات المعارك في الغالب مع منهج تطوير المفهوم والتجريب (CD&E) لدعم الحملات التجريبية. ويعد دليل فهم وإجراء تجارب الدفاع (GUIDEx) مرجعًا في هذا المجال.

## المهمة
نظرًا لأن مختبر المعارك يمثل كيانًا قائمًا (مجموعة من الوسائل)، فإنه يقع تحت مسؤولية إحدى المؤسسات العسكرية (في قيادة قوات عسكرية أو وكالة مشتريات أو وكالة دفاع...) أو تحت مسؤولية متعاقد خاص، ويكون في أي حالة فاعلاً لـ«التحول العسكري». وتعتمد المهمة الموكلة إلى المختبر والنتائج المتوقعة كثيرًا على المؤسسة وأصحاب المصلحة.
بالنسبة لمختبر معارك القوات الجوية الأمريكية، فإن المهمة هي «...التعرف بسرعة على الأفكار الخلاقة التي تحسن من قدرة القوات الجوية على تنفيذ قدراتها المركزية والحروب المشتركة، وإثبات قيمة هذه الأفكار.»، وبالنسبة لمركز الأسلحة المشتركة للجيش الأمريكي، فإن مهمة مختبر معارك قيادة المهمات (MCBL) هي «تقليل المخاطر التي تهدد القوات العسكرية الحالية والمستقبلية من خلال اختبار وتقييم المفاهيم والتقنيات الصاعدة باستخدام التجارب والدراسات والنمذجة والتكامل الشبكي، بينما يبلغ في الوقت نفسه عن عمليات تطوير القتال والاستحواذ.»
يمكن تخصيص مختبرات المعارك لاستكشاف موضوع معين (مختبر معارك لموضوع معين مع دورة حياة محدودة ووسائل وأساليب محاكاة متخصصة للغاية) أو تخصيصها باعتبارها قدرة استكشاف متعددة الأغراض (دورة حياة غير محدودة ووسائل وأساليب محاكاة مرنة وقابلة للتوسع). ويمكن تحديد تخصصات مختبرات المعارك حسب نوع القوات العسكرية (القوات الجوية والقوات البحرية والقوات الأرضية) أو يمكن تحديدها عبر القطاعات (القوات المشتركة أو المختبر المختلط). ويمكن كذلك تخصيص مختبرات معارك للقدرة العسكرية، مثل القيادة والسيطرة. وتمثل قائمة مختبرات المعارك الأمريكية التي نشرتها الجامعة الجوية التابعة للقوات الجوية الأمريكية تصويرًا جيدًا لتنوع مختبرات المعارك.

## الترابط بين مختبرات المعارك
يستلزم الترابط في العادة الربط بين الشبكات وبين الأنظمة المنتشرة واحتمال مشاركة الوسائل التقنية (قدرات المحاكاة وخدمات الاختبار والتقييم...). ويتطلب مثل هذا الترابط وضع إطار عمل يشترك فيه أصحاب المصالح المختلفون.
وكمثال على ذلك، أنشئت مختبرات المعارك الشبكية الموزعة (DNBL) التابعة لـالناتو من أجل توطيد التعاون بشأن تحضير وإجراء أحداث التجارب والاختبار والتقييم (Et&E) بين أعضاء إطار العمل. ويقدم إطار عمل مختبرات المعارك الشبكية الموزعة نموذج التشغيل لتمكين الاستخدام الموحد للقدرات والأنظمة الخاصة بمجموعة كبيرة من المستخدمين وتبادل خدمات التجارب والاختبار والتقييم المتوفرة في كتالوج خدمة مختبرات المعارك الشبكية الموزعة.

ومن منظور المحاكاة، يخصص إطار العمل لـ«المحاكاة الموزعة» والمحاكاة التبادلية. وتضع منظمة معايير تبادلية المحاكاة (Simulation Interoperability Standards Organization) المعايير وتروج للنمذجة والمحاكاة التبادلية.

## قائمة غير كاملة بمختبرات المعارك
نشرت الجامعة الجوية (القوات الجوية الأمريكية) قائمة بمختبرات المعارك الأمريكية هنا نسخة محفوظة 22 يوليو 2017 على موقع واي باك مشين..
مختبرات معارك أخرى:
| الاسم                           | الاختصار | الدولة  | المنظمة                  |
| ------------------------------- | -------- | ------- | ------------------------ |
| مختبر المعارك والتجارب النرويجي | NOBLE    | النرويج | القوات المسلحة النرويجية |
| مختبر التقنية التشغيلية         | LTO      | فرنسا   | المديرية العامة للتسلح   |